# 日本BPO協会
日本BPO協会（にほんビーピーオーきょうかい）は1989年に創設された日本の製造業請負事業者の業界団体。当初日本構内請負協議会として発足し、1994年に日本構内請負協会に改称、2000年に社団法人日本生産技能労務協会として設立、2012年に一般社団法人へ移行した。2021年に現在の名称に改称した。略称技能協、JSLA。
2021年には、製造・物流分野を軸に、アウトソーシング全般を活動領域とすることを目的に、「日本生産技能労務協会」から「日本BPO協会」（英語表記 Japan Business Process Outsourcing and Staffing Association）へ名称を変更した。
新しい協会名には、会員企業がビジネスプロセスアウトソーシングを通じて、顧客企業とともに発展するという気持ちが込められている。
2024年1月現在、賛助会員含めて会員数162社。2007年からは厚生労働省の請負事業適正化雇用管理改善推進事業を受託し、製造請負事業改善推進協議会を設けて、製造請負優良適正事業者認定制度を運営している。事務所を東京都港区新橋4丁目5番1号アーバン新橋ビル9階に置く。会長・代表理事は、日総工産株式会社代表取締役社長執行役員清水竜一。

## 沿革
1989年　日本構内請負協議会を結成

1994年　日本構内請負協会に改称

2000年　社団法人日本生産技能労務協会を設立

2009年　有限責任中間法人 日本製造アウトソーシング協会（JMOA）と団体統合

2010年　日本労働組合総連合会との「共同宣言」に調印（以降断続的に共同宣言を発表）

2012年　一般社団法人へ移行

2014年　物流部会を設置

2018年　創立30周年

2020年　ＪＳＬＡ将来ビジョン2030を発表、関西・中四国支部を発足

2021年　日本ＢＰＯ協会に改称、関東支部を発足

2022年　第1期中期事業計画を策定

2023年　エンジニアリング部会を設置、北海道・東北支部を発足、東海・北陸支部を発足

2024年　九州支部を設立